# Alcindo Martha de Freitas
Alcindo Martha de Freitas, conegut com a Alcindo, (31 de març de 1945 - 27 d'agost de 2016) fou un futbolista brasiler. Va formar part de l'equip brasiler a la Copa del Món de 1966.